# Snetterton
Snetterton è un villaggio e parrocchia civile dell'Inghilterra, appartenente alla contea del Norfolk.
Nei suoi pressi sorge l'omonimo circuito.